# سوزان براون (موظفة مدنية)
سوزان براون (بالإنجليزية: Susan Brown)‏ هي موظفة مدنية بريطانية، ولدت في 12 ديسمبر 1958.